# Kyle Schwarber
Kyle Joseph Schwarber (né le 5 mars 1993 à Middletown, Ohio, États-Unis) est un voltigeur des Phillies de Philadelphie de la Ligue majeure de baseball. Avant son arrivée chez les Cubs, il évolue comme receveur.

## Carrière

### Cubs de Chicago
Joueur des Hoosiers de l'université de l'Indiana à Bloomington, Kyle Schwarber est le 4e athlète sélectionné au repêchage amateur de 2014 et choix de première ronde des Cubs de Chicago. Il signe son premier contrat professionnel avec les Cubs et perçoit une prime à la signature de 3,125 millions de dollars. Il est classé 19e meilleur joueur d'avenir du baseball au début 2015 par Baseball America, et est le second joueur appartenant aux Cubs le mieux classé, après Kris Bryant qui occupe le tout premier rang du palmarès.

#### Saison 2015
Schwarber joue professionnellement moins d'un an en ligues mineures avant de faire ses débuts dans le baseball majeur. Assigné aux Smokies du Tennessee, le club-école de niveau Double-A des Cubs, pour amorcer la saison de baseball 2015, il est peu après appelé par Chicago pour être temporairement frappeur désigné durant une série de 6 matchs interligues. Jouant son premier match dans les majeures le 16 juin 2015 face aux Indians de Cleveland, il réussit à son second match le 17 juin contre la même équipe son premier coup sûr dans les majeures : un triple aux dépens du lanceur Shaun Marcum.
Il frappe 16 circuits, récolte 43 points produits et frappe pour ,246 de moyenne au bâton en 69 matchs de saison régulière en 2015.
Le 7 octobre 2015, Schwarber contribue à la première victoire en 12 ans des Cubs en séries éliminatoires en frappant deux coups sûrs dont un circuit et en produisant trois points dans la victoire de 4-0 sur Pittsburgh lors du match de meilleur deuxième de la Ligue nationale.
Il connaît de brillantes séries élimiantoires avec 5 circuits, 8 points produits, une moyenne au bâton de ,333 et une moyenne de puissance de ,889 en 9 parties jouées. Le 13 octobre 2015, la balle frappé par Schwarber pour son deuxième circuit de la Série de division entre les Cubs et les Cardinals de Saint-Louis semble disparaître, mais est finalement retrouvée immobilisée sur le dessus du tableau d'affichage du Wrigley Field de Chicago. Elle y est laissée tout l'automne en guise de porte-bonheur, protégée d'un boîtier de plexiglas. Il ajoute deux circuits en Série de championnat de la Ligue nationale malgré la défaite des Cubs aux mains des Mets de New York.

#### Saison 2016
La saison 2016 de Schwarber ne dure que deux matchs : il se blesse sérieusement au genou gauche le 7 avril en Arizona lorsqu'il entre violemment en collision au champ extérieur avec son coéquipier Dexter Fowler. Il effectue un retour au jeu le 25 octobre lors du premier match de la Série mondiale 2016, où il est frappeur désigné des Cubs à Cleveland, après un bref séjour de deux matchs en réhabilitation dans la Ligue d'automne d'Arizona.